# Basílio II Bulgaróctono
Basílio II (em latim: Basilius; em grego medieval: Βασίλειος; 958 – 15 de dezembro de 1025), conhecido como Bulgaróctono ou Mata-búlgaros (em grego medieval: Βασίλειος Βουλγαροκτόνος; romaniz.: Basíleios Bulgaroktónos), foi imperador bizantino por quase 50 anos, de 10 de janeiro de 976 até sua morte, tendo governado conjuntamente com outros imperadores desde 960. Foi nomeado cogovernante junto de seu irmão Constantino VIII antes de seu pai Romano II morrer em 963. O trono foi para dois generais, Nicéforo Focas e João Tzimisces, antes de tornar-se o único imperador. Seu influente tio-avô Basílio Lecapeno foi o governante de facto do Império Bizantino até 985. Basílio II manteve o poder por quarenta anos.
Os primeiros anos de seu reinado foram dominados por guerras civis contra dois poderosos generais da aristocracia da Anatólia: primeiro Bardas Esclero e depois Bardas Focas, que terminaram logo após a morte do último e a submissão do primeiro em 989. Basílio supervisionou a estabilização e expansão da fronteira oriental do Império Bizantino e a completa subjugação do Primeiro Império Búlgaro, seu principal inimigo europeu, após uma prolongada luta. Embora o Império Bizantino tenha feito uma trégua com o Califado Fatímida em 987–988, o imperador liderou uma campanha contra o califado que terminou com outra trégua no ano 1000. Também conduziu uma campanha contra os cazares, que ganharam a parte do Império Bizantino da Crimeia e uma série de campanhas bem-sucedidas contra o Reino da Geórgia.
Apesar da guerra quase constante, Basílio distinguiu-se como administrador, reduzindo o poder das grandes famílias proprietárias de terras que dominavam a administração e as forças armadas do Império, enchendo seu tesouro e deixando-o com sua maior extensão em quatro séculos. Embora seus sucessores fossem governantes em grande parte incapazes, o Império floresceu por décadas após sua morte. Uma das decisões mais importantes tomadas durante seu reinado foi oferecer a mão de sua irmã Ana Porfirogênita a Vladimir I de Quieve em troca de apoio militar, formando assim a unidade militar bizantina conhecida como guarda varegue. O casamento de Ana e Vladimir levou à cristianização da Rússia Quievana e à incorporação de nações sucessoras do país na tradição cultural e religiosa bizantina. Basílio é visto como um herói nacional grego, mas como uma figura desprezada entre os búlgaros.

## Aparência física e personalidade
O cortesão e historiador Miguel Pselo, nascido no final do reinado de Basílio, faz uma descrição do rei em sua Cronografia. Ele o descreveu como um homem corpulento de estatura menor que a média que, mesmo assim, fazia uma figura impressionante a cavalo. Tinha olhos azuis claros, sobrancelhas fortemente arqueadas, bigodes laterais luxuriantes – que ele costumava rolar entre os dedos quando pensava profundamente ou com raiva – e, mais tarde na vida, uma barba escassa. Pselo também afirma que Basílio não era um orador articulado e tinha uma risada alta que convulsionava todo o corpo. É descrito como portador de gostos ascéticos e pouco se importando com a pompa e a cerimônia da corte imperial, normalmente usando um robe sombrio, roxo-escuro, decorado com algumas das jóias que geralmente decoravam os trajes imperiais. Também é descrito como um administrador capaz que deixou um tesouro bem abastecido após sua morte. Basílio supostamente desprezava a cultura literária e fingia desprezo pelas classes instruídas de Bizâncio.
Segundo o historiador George Finlay do século XIX, Basílio se considerava "prudente, justo e devoto; outros o consideravam severo, voraz, cruel e intolerante. Para o aprendizado do grego, ele pouco se importava, e demonstrava um tipo de caráter moral bizantino superior, que retinha muito mais de sua origem romana do que grega." O historiador moderno John Julius Norwich escreveu sobre o rei: "Nenhum homem mais solitário jamais ocupou o trono bizantino. E não é de surpreender: Basílio era feio, sujo, grosseiro, rude, filisteu e quase patologicamente mesquinho. Ele era, em suma, profundamente não-bizantino. Importava-se apenas com a grandeza de seu império. Não é à toa que em suas mãos chegou ao apogeu".

## Vida pregressa

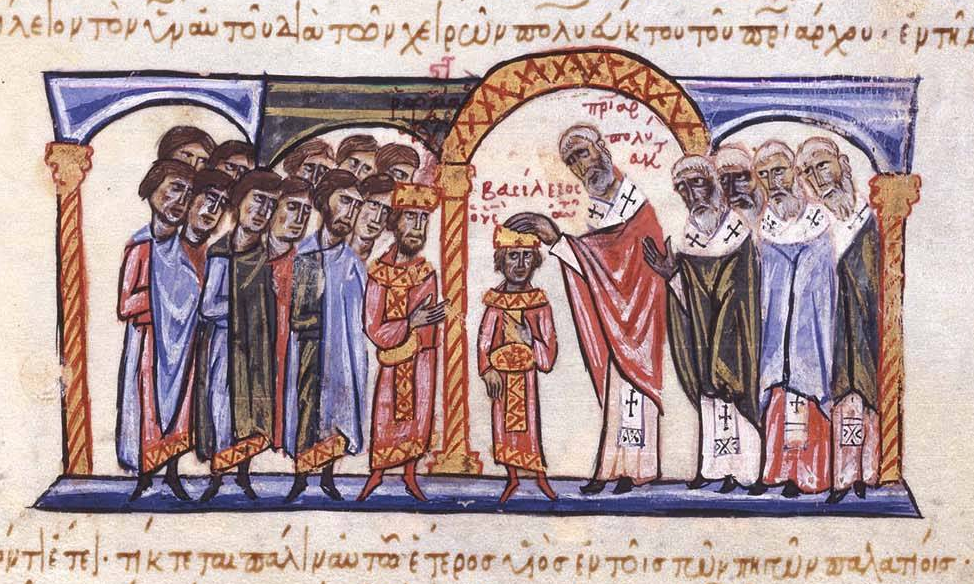
Coroação de Basílio como coimperador, do Escilitzes de Madri

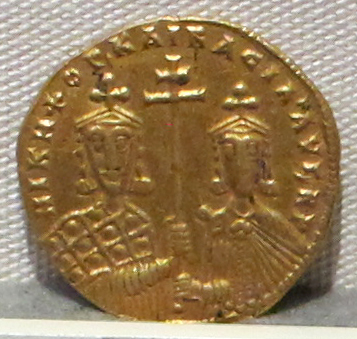
Soldo de (esquerda) e Basílio II (direita)

Basílio II nasceu c. 958. Era um porfirogênito ("nascido na púrpura"), assim como seu pai Romano II e seu avô Constantino VII; essa era a denominação usada para crianças que nasceram de um imperador reinante. Era o filho mais velho de Romano e sua segunda esposa grega laconiana Teófana, filha de um pobre taberneiro chamado Crátero e pode ter origem da cidade de Esparta. É possível que teve uma irmã mais velha chamada Helena (nascida em 955). Romano sucedeu Constantino VII como único imperador após a morte deste em 959. Seu pai o coroou como coimperador em 22 de abril de 960 e seu irmão Constantino (nascido em 960 ou 961, eventualmente governando como único imperador Constantino VIII em 1025-1028) em 962 ou 963. Apenas dois dias após o nascimento de sua filha caçula Ana, o imperador morreu em 15 de março de 963 aos 24 anos de idade. Sua morte inesperada era geralmente vista como resultado de envenenamento com cicuta; os cronistas Leão, o Diácono e João Escilitzes sugerem que Teófana era responsável e, segundo Escilitzes, ela havia sido cúmplice em uma tentativa anterior de Romano II de envenenar Constantino VII.
Basílio e Constantino eram jovens demais para governar por conta própria quando o pai morreu em 963. Portanto, embora o Senado bizantino os tenha confirmado como imperadores com sua mãe como regente nominal, o poder de fato ficou provisoriamente nas mãos do paracemomeno José Bringas. Teófana, no entanto, não confiava em Bringas. Outro inimigo do poderoso paracemomeno era Basílio Lecapeno, um filho ilegítimo e eunuco do imperador Romano I, bisavô de Basílio. O próprio Lecapeno serviu como paracemomeno sob Constantino VII e como mega bájulo sob Romano II. Ainda outro inimigo de Bringas foi o bem-sucedido e popular general Nicéforo Focas, que havia acabado de voltar de sua conquista do Emirado de Creta e de um ataque bem-sucedido à Cilícia e à Síria, que culminou num saque em Alepo. Focas foi proclamado imperador por seus homens em julho e marchou sobre Constantinopla. Bringas tentou trazer tropas para impedir o avanço de seu rival, mas a população da capital apoiou o invasor. Bringas fugiu, deixando seu cargo para Lecapeno e, em 16 de agosto de 963, Nicéforo Focas foi coroado imperador.
Em 20 de setembro, Focas se casou com Teófana, mas os problemas continuaram: era um segundo casamento para cada cônjuge e pensava-se que Nicéforo era o padrinho de Basílio ou seu irmão, talvez ambos. Embora Polieucto, o patriarca de Constantinopla, tenha desaprovado o casamento, a Igreja declarou que era válido. Com isso, Nicéforo garantiu sua legitimidade e se tornou o guardião dos filhos de Romano. Foi assassinado em dezembro de 969 por Teófana e seu sobrinho João Tzimisces, que então tornou-se o imperador João I e exilou seu tio. João casou-se com Teodora, uma irmã de Romano II. Basílio II ascendeu ao trono como governante eficaz e imperador quando João morreu em 10 de janeiro de 976. Ele imediatamente trouxe sua mãe de volta do convento.

## Rebeliões na Anatólia e aliança com Quieve

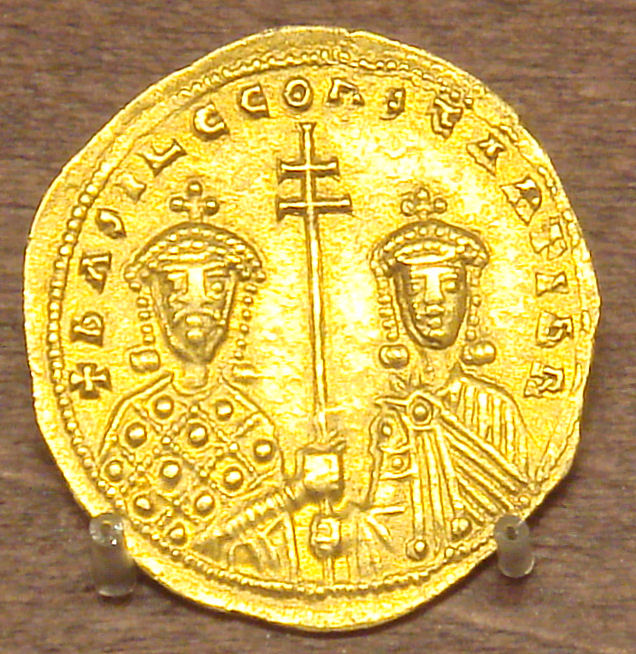
Histameno de Basílio II (esquerda) e Constantino VIII (direita)

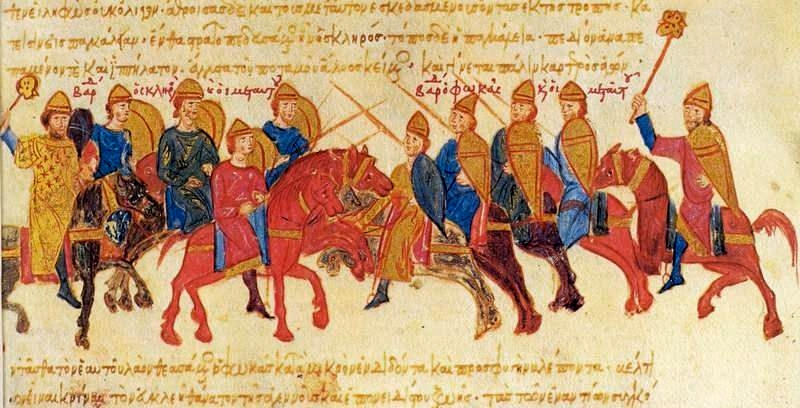
Confronto entre os exércitos de Bardas Esclero e Bardas Focas, miniatura do Escilitzes de Madri

Basílio era um soldado muito bem-sucedido a cavalo e, com sua façanha, provou ser um general capaz e um governante forte. Nos primeiros anos de seu reinado, a administração permaneceu nas mãos de Basílio Lecapeno. Como presidente do Senado bizantino, Lecapeno era um político astuto e talentoso que esperava que os jovens imperadores fossem seus fantoches. O jovem imperador esperou e assistiu sem interferir, dedicando-se a aprender os detalhes dos negócios administrativos e da ciência militar. Nicéforo II e João I eram brilhantes comandantes militares, mas provaram ser maus administradores. No final de seu reinado, João I planejara, tardiamente, conter o poder dos grandes proprietários de terras; sua morte, que ocorreu logo depois que se manifestou contra eles, levou a rumores de que fora envenenado pelo eunuco, que havia adquirido ilegalmente vastas propriedades e temia uma investigação e punição. No início de seu reinado, as falhas de seus antecessores imediatos deixaram Basílio II com um sério problema: Bardas Esclero e Bardas Focas, membros da rica elite militar da Anatólia, tinham meios suficientes para empreender uma rebelião aberta contra sua autoridade.
Esclero e Focas, ambos generais experientes, queriam assumir a posição imperial que Nicéforo II e João I haviam ocupado e, assim, devolver Basílio ao papel de cifra impotente. Basílio, mostrando uma propensão à crueldade, entrou em campo e suprimiu as rebeliões de Esclero (979) e Focas (989) com a ajuda de 12 mil georgianos de Tornício e Davi III Curopalata de Tao. A queda de Lecapeno ocorreu entre essas rebeliões, em 985; ele foi acusado de conspirar com os rebeldes e foi punido com o exílio e o confisco de suas propriedades.
A relação entre os dois generais era complicada; Focas foi fundamental para derrotar a rebelião de Esclero, mas quando mais tarde se rebelou, Esclero retornou do exílio para apoiá-lo. Quando Focas morreu em batalha, Esclero, a quem este havia aprisionado, assumiu a liderança da rebelião. O irmão de Basílio, Constantino – que não tinha interesse em política, estadismo ou assuntos militares – liderou tropas ao lado do imperador; esse foi o único comando militar que Constantino chegou a exercer. A campanha terminou sem combate quando Esclero foi forçado a se render ao imperador em 989. Lhe foi permitido viver, mas acabaria morrendo cego, ou por doença ou por ser cegado como punição por sua insurreição.
Essas rebeliões tiveram um efeito profundo nas perspectivas e nos métodos de governança de Basílio. Pselo descreve o derrotado Esclero, dando ao imperador os seguintes conselhos, que ele levou a sério: "Reduza os governadores que se tornam orgulhosos demais; que nenhum general de campanha tenha muitos recursos; esgote-os com exigências injustas, para mantê-los ocupados com seus próprios assuntos; não admita mulher nos conselhos imperiais; esteja acessível a ninguém; compartilhe com poucos os seus planos mais íntimos."
Para derrotar essas revoltas perigosas, Basílio formou uma aliança com o príncipe Vladimir I de Quieve, que em 988 capturou Quersoneso, a principal base do Império na península da Crimeia. Vladimir ofereceu evacuar Quersoneso e fornecer seis mil de seus soldados como reforços a Basílio. Em troca, ele exigiu casar-se com Ana, a irmã mais nova do imperador. A princípio, Basílio hesitou. Os bizantinos viam todas as nações do norte da Europa – francos e eslavos – como bárbaros. Ana se opôs ao matrimônio com um governante bárbaro porque esse casamento não teria precedência nos anais imperiais.
Vladimir pesquisou várias religiões, tendo enviado delegados para vários países. O casamento não era sua principal razão para escolher o cristianismo. Quando prometeu se batizar e converter seu povo ao cristianismo, o imperador bizantino finalmente concordou. Vladimir e Ana casaram-se na Crimeia em 989. Os guerreiros russos levados para o exército de Basílio foram fundamentais para acabar com a rebelião; mais tarde foram organizados na guarda varegue. Esse casamento teve importantes implicações a longo prazo, marcando o início do processo pelo qual o Grão-Principado de Moscou muitos séculos depois se proclamaria "A Terceira Roma" e reivindicaria a herança política e cultural do Império Bizantino.

## Campanhas contra o Califado Fatímida
Uma vez que o conflito interno foi abafado, Basílio voltou sua atenção para os outros inimigos do Império. As guerras civis bizantinas enfraqueceram a posição do Império no leste, e os ganhos de Nicéforo II e João I quase foram perdidos para o Califado Fatímida. Em 987–988, uma trégua de sete anos com os fatímidas foi assinada; estipulou-se uma troca de prisioneiros, o reconhecimento do imperador bizantino como protetor dos cristãos no domínio fatímida e do califa como protetor dos muçulmanos no domínio bizantino e a substituição do nome do califa abássida pelo nome do califa fatímida na oração de sexta-feira na mesquita de Constantinopla. Isso durou até que o vizir de longa data Iacube ibne Quilis morreu em 991. O califa Alaziz (r. 975–996) optou por adotar uma postura mais agressiva na Síria e nomeou Manjutaquim como governador de Damasco.

### Ataques de Manjutaquim em Alepo e primeira expedição à Síria
Encorajado pelos desertores após a morte do emir Sade Adaulá, Alaziz decidiu renovar seus ataques ao Emirado Hamadânida de Alepo, um protetorado bizantino, talvez esperando que Basílio não interferisse. Manjutaquim invadiu o emirado, derrotou uma força bizantina sob o duque de Antioquia Miguel Burtzes em junho de 992 e sitiou a cidade. A cidade resistiu facilmente. No início de 993, após treze meses de campanha, a falta de suprimentos forçou Manjutaquim a retornar a Damasco.
Em 994, Manjutaquim retomou sua ofensiva e em setembro obteve uma grande vitória na Batalha do Orontes contra Burtzes. A derrota do duque de Antioquia forçou Basílio a intervir pessoalmente no Oriente; com seu exército, viajou pela Ásia Menor até Alepo em dezesseis dias, chegando em abril de 995. A súbita chegada do Imperador e o exagero da força de seu exército que circulava no campo adversário causaram pânico no exército fatímida, especialmente porque o governador de Damasco, sem nenhuma ameaça, ordenou que seus cavalos de cavalaria fossem dispersos pela cidade para pastar. Apesar de ter um exército consideravelmente maior e bem descansado, Manjutaquim estava em desvantagem. Queimou seu acampamento e retirou-se para Damasco sem batalha. Os bizantinos cercaram Trípoli sem sucesso e ocuparam Tartus, que eles refortificaram e guarneceram com tropas armênias. Alaziz agora se preparava para entrar em campo pessoalmente contra os bizantinos e iniciou os preparativos em larga escala, mas eles foram abandonados após sua morte.

### Segunda expedição à Síria e a conclusão da paz
A guerra entre os dois poderes continuou enquanto os bizantinos apoiavam um levante anti-fatímida em Tiro. Em 998, os bizantinos de Damião Dalasseno, sucessor de Burtzes, lançaram um ataque a Apameia, mas o general fatímida Jaixe ibne Sansama os derrotou em batalha em 19 de julho. Essa derrota levou Basílio de volta ao conflito; ele chegou à Síria em outubro de 999 e permaneceu lá por três meses. As tropas do imperador invadiram até Balbeque, colocaram uma guarnição em Xaizar e queimaram três fortalezas menores nas proximidades de Abu Cubais, Massiafe e Arqa. O cerco a Trípoli em dezembro fracassou, enquanto Hemes não estava ameaçada. A atenção de Basílio foi desviada para os acontecimentos na Geórgia após o assassinato de Davi III Curopalata; ele partiu para a Cilícia em janeiro e despachou outra embaixada no Cairo.
Em 1000, uma trégua de dez anos foi concluída entre os dois estados. Durante o restante do reinado de Aláqueme Biamir Alá, as relações permaneceram pacíficas, pois Aláqueme estava mais interessado nos assuntos internos. Mesmo o reconhecimento da soberania fatímida por Abu Maomé Alquibir de Alepo em 1004 e a parcela fatímida patrocinada por Aziz Adaulá como emir da cidade em 1017 não levaram a uma retomada das hostilidades, especialmente porque Alquibir continuou a prestar homenagem aos bizantinos e Adaulá rapidamente começou a atuar como governante independente. A perseguição aos cristãos no reino de Aláqueme e, especialmente, a destruição da Igreja do Santo Sepulcro, por ordem de 1009, restringiu as relações e, juntamente com a interferência fatímida em Alepo, forneceu o foco principal das relações diplomáticas fatímida-bizantina até o final dos anos 1030.

## Conflitos internos na Itália bizantina e disputa papal
A primeira metade do reinado de Basílio foi caracterizada por ataques regulares no sul da Itália bizantina pelos muçulmanos da Sicília e do norte da África. A relação com o sul da Itália é mais fácil de ser estudada, principalmente devido anais e documentos. Estes sugerem que a atenção do imperador raramente estava devotada na periferia ocidental de seu império, presumivelmente devido às preocupações mais urgentes da guerra civil durante os primeiros treze anos de seu reinado e subsequentes conflitos com os reinos vizinhos. Foi aparentemente para lidar com essa ameaça árabe que o imperador do Sacro Império Otão II invadiu o sul da Itália bizantina em 982.
As crônicas existentes indicam revolta interna. Melo, um rico cidadão de Bari, liderou uma conspiração em 1009 contra o catepano João Curcuas. Essa revolta foi suprimida em um ano com o apoio de uma frota liderada pelo estratego de Samos, Basílio Argiro. No entanto, seis anos depois a revolta eclodiu novamente após Melo construir uma aliança que incluía os príncipes lombardos de Cápua e Benevento, e uma variedade de mercenários e peregrinos normandos que derrotaram o exército bizantino. Em dezembro de 1017 chegaram reforços bizantinos que derrotaram Melo, que procurou refúgio com a imperador do Sacro Império Henrique II. Após morte de Basílio II, Basílio Boiano participou de uma campanha contra a Sicília com o eunuco Orestes, um veterano das campanhas búlgaras, no entanto há indícios de que tal empreitada falhou. Sua chegada no sul da Itália é vista como o início de uma política bizantina mais ofensiva que incluía a fortificação de assentamentos em Capitanata e em Tarento para suportar ataques lombardos, de imperadores alemães e de árabes. Nas duas regiões foram instaladas guarnições. O príncipe lombardo Pandolfo participou das ações conjuntas entre lombardos e bizantinos. Em vez de ser uma nova iniciativa, é possível que as ações de Boiano tenham sido apenas o estágio de uma reimposição gradual da autoridade bizantina no sul da Itália, que estava em andamento durante grande parte da segunda metade do reinado de Basílio. Existem vários sinais de um fortalecimento a longo prazo da posição bizantina. Vários comandantes enviados de Constantinopla após 995 serviram por períodos muito longos, em contraste com os turbulentos primeiros anos de seu reinado, quando muitos oficiais da região serviram por apenas alguns meses. Em 1011, depois que a primeira revolta de Melo foi derrotada, Basílio Mesardonita havia feito um progresso no território lombardo.
Também existia acirrada competição pelo controle e influência de Roma. Em um momento da embaixada de Leão, o Diácono, os bizantinos apoiaram uma aliança entre os Crescêncio e o tutor de Otão, João Filagato, um monge grego do sul da Itália. Juntos, depuseram o candidato de Otão III, Gregório V, e declararam Filagato o papa. Embora Otão tenha retornado a Roma, reinstalado Gregório e mais tarde nomeado Gerberto de Aurillac como Papa Silvestre II, ele achou difícil impor total controle sobre a cidade. Depois que morreu em 1002, as relações entre os otonianos e Basílio ficaram mais difíceis de estudar, embora em 1021-2 os interesses bizantinos e alemães claramente entraram em conflito novamente quando Henrique II invadiu o sul da Itália.

## Conquista da Bulgária

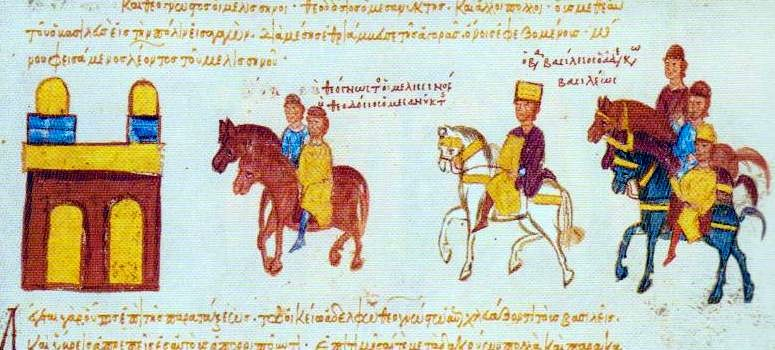
Triunfo de Basílio II através do Fórum de Constantino, do Escilitzes de Madri

Basílio procurou restaurar antigos territórios do Império Bizantino. No início do segundo milênio, lutou contra Samuel da Bulgária, seu maior adversário. A Bulgária havia sido parcialmente subjugada por João I após a invasão de Esvetoslau I de Quieve, mas algumas partes do país permaneceram fora do controle bizantino, sob a liderança de Samuel e seus irmãos.

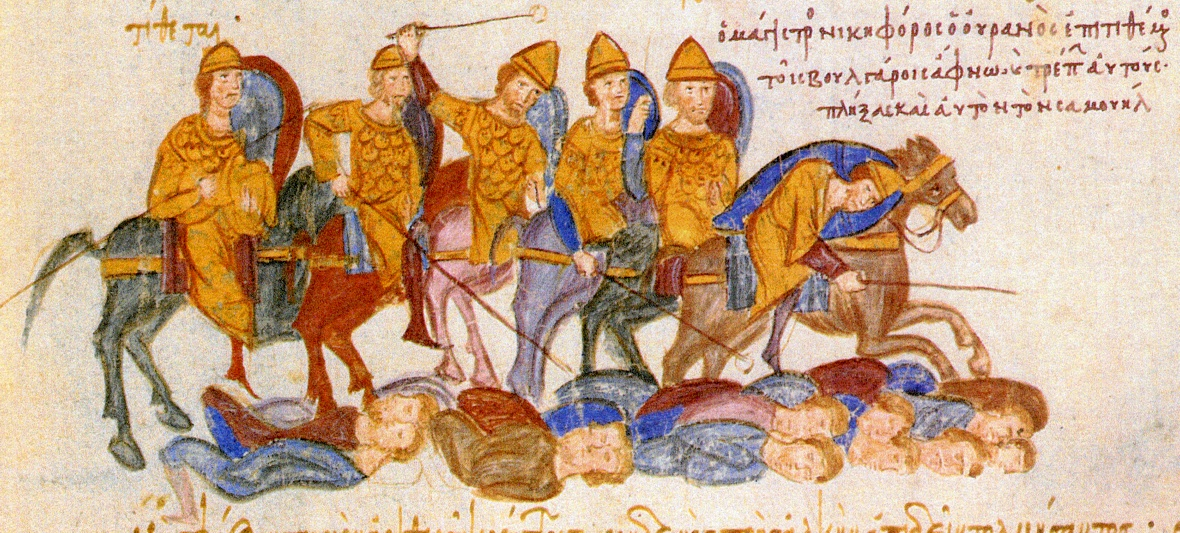
Vitória bizantina sobre os búlgaros na Batalha de Clídio, do Escilitzes de Madri

Como os búlgaros estavam invadindo terras bizantinas desde 976, o governo bizantino procurou causar dissensões entre eles, permitindo a fuga de seu imperador cativo Bóris II da Bulgária. Essa manobra fracassou, então o imperador usou uma trégua de seu conflito com a nobreza para liderar um exército de 30 mil soldados na Bulgária e sitiar Sredets (Sófia) em 986. Tomando perdas e preocupado com a lealdade de alguns de seus governadores, levantou o cerco e retornou à Trácia, mas caiu em uma emboscada e sofreu uma séria derrota na Batalha da Porta de Trajano. Basílio escapou com a ajuda de sua guarda varegue e tentou recuperar suas perdas, colocando o irmão de Samuel, Aarão, contra ele. Aarão foi tentado pela oferta de casamento com Ana, a irmã do imperador bizantino, mas as negociações falharam quando Aarão descobriu que a noiva que o outro enviara era uma impostora. Samuel eliminou seu irmão em 987. Embora o imperador titular Romano da Bulgária tenha sido capturado em 991, Basílio perdeu a Mésia para os búlgaros.

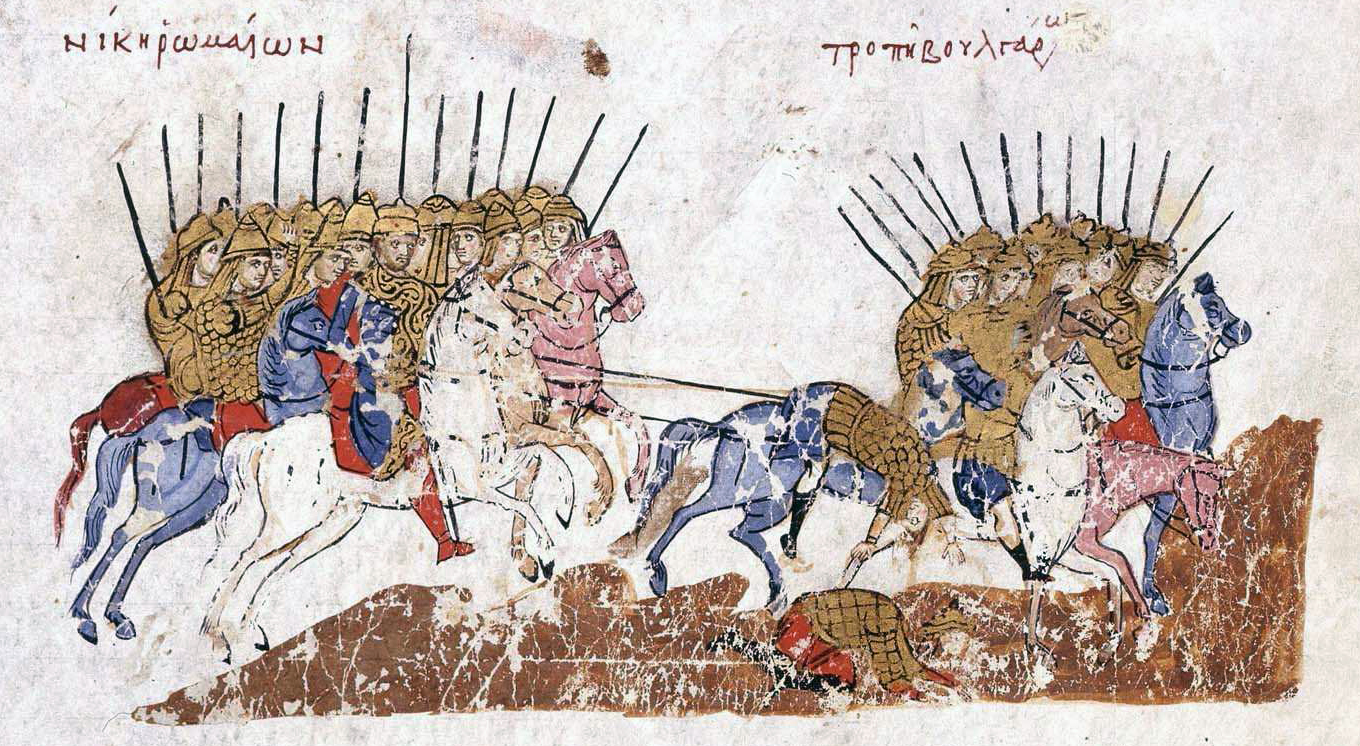
Catafractários bizantinos vitoriosos que perseguem a cavalaria pesada búlgara em fuga, do Escilitzes de Madri

Enquanto Basílio estava distraído com rebeliões internas e recuperando a situação militar em sua fronteira oriental, Samuel havia estendido seu domínio do mar Adriático ao mar Negro, recuperando a maior parte do território que era controlado pela Bulgária antes da invasão de Esvetoslau. Também conduziu ataques prejudiciais ao território bizantino até o centro da Grécia. Em 996, o general bizantino Nicéforo Urano derrotou um ataque do exército búlgaro na Batalha de Esperqueu, na Tessália. Samuel e seu filho Gabriel escaparam por pouco da captura.
A partir de 1000, o imperador bizantino estava livre para se concentrar em uma guerra de conquista contra a Bulgária, que lutou com persistência e perspicácia estratégica. Em 1000, os generais bizantinos Nicéforo Xífias e Teodorocano tomaram a antiga capital búlgara Grande Preslava, e as cidades de Pequena Preslava e Plisca. Em 1001, Basílio, operando em Tessalônica, recuperou o controle de Vodena, Véria e a cidade de Sérvia. No ano seguinte, baseou seu exército em Filipópolis e ocupou a extensão da estrada militar das montanhas Hemo ao Danúbio, cortando as comunicações entre o coração da Macedônia de Samuel e a Mésia. Após esse sucesso, Basílio sitiou Vidin, que caiu após uma resistência prolongada. Samuel reagiu à campanha bizantina lançando um ataque em grande escala ao coração da Trácia bizantina e pegou a grande cidade de Adrianópolis de surpresa.
Depois de voltar para casa com sua extensa pilhagem, Samuel foi interceptado perto de Escópia por um exército bizantino comandado por Basílio, cujas forças invadiram o campo búlgaro, derrotando-os e recuperando a pilhagem de Adrianópolis. Escópia rendeu-se logo após a batalha, e o imperador tratou seu governador Romano com bondade ostensiva. Em 1005, o governador de Dirráquio Asócio Taronita entregou sua cidade aos bizantinos. A deserção de Dirráquio completou o isolamento dos principais territórios de Samuel nas montanhas do oeste da Macedônia. O rei búlgaro foi forçado a uma posição quase inteiramente defensiva; fortificou extensivamente as passagens e rotas desde os litorais e vales mantidos pelos bizantinos até o território restante em sua posse. Durante os próximos anos, a ofensiva bizantina diminuiu e não houve ganhos significativos, embora uma tentativa dos búlgaros de contra-atacar em 1009 tenha sido derrotada na Batalha de Creta, a leste de Tessalônica.
Em 1014, Basílio estava pronto para lançar uma campanha destinada a destruir a resistência búlgara. Em 29 de julho, na Batalha de Clídio, ele e seu general Nicéforo Xífias manobravam o exército búlgaro, que estava defendendo uma das passagens fortificadas. Samuel evitou a captura através da coragem de seu filho Gabriel. Tendo esmagado os búlgaros, o imperador exigiu sua vingança cruelmente: dizem que capturou 15 mil prisioneiros e cegou completamente 99 de cada 100 homens, deixando-os com um olho em cada coorte para levar o restante de volta ao seu governante. Samuel teve um ataque ao ver seu exército cego e morreu dois dias depois, em 6 de outubro, depois de sofrer um derrame.
A Bulgária continuou lutando por mais quatro anos numa resistência provocada pela crueldade de Basílio, mas rendeu-se em 1018. Esta submissão foi o resultado de uma pressão militar contínua e de uma campanha diplomática bem-sucedida, com o objetivo de dividir e subornar a liderança búlgara. Essa vitória sobre os búlgaros e a posterior submissão dos sérvios cumpriram um dos objetivos de Basílio: o Império recuperou sua antiga fronteira danubiana pela primeira vez em 400 anos.
Os governantes da vizinha Croácia, Cresimiro III e Goislau, que antes eram aliados da Bulgária, aceitaram a supremacia de Basílio para evitar o mesmo destino dos búlgaros; o imperador recebeu calorosamente suas ofertas de vassalagem e concedeu-lhes o título honorário de patrício. A Croácia permaneceu um estado tributário do governante bizantino até sua morte em 1025. Antes de retornar a Constantinopla, Basílio celebrou seu triunfo em Atenas. Demonstrou considerável estadismo ao tratar os búlgaros derrotados, dando a muitos ex-líderes títulos em cortes, posições na administração provincial e altos comandos no exército. Dessa maneira, procurou absorver a elite búlgara na sociedade bizantina. Como os conquistados não tinham uma economia monetária na mesma medida que Bizâncio, decidiu aceitar os impostos búlgaros em espécie. Seus sucessores reverteram essa política, uma decisão que levou a considerável descontentamento e rebelião búlgara no final do século XI.

## Campanha cazar

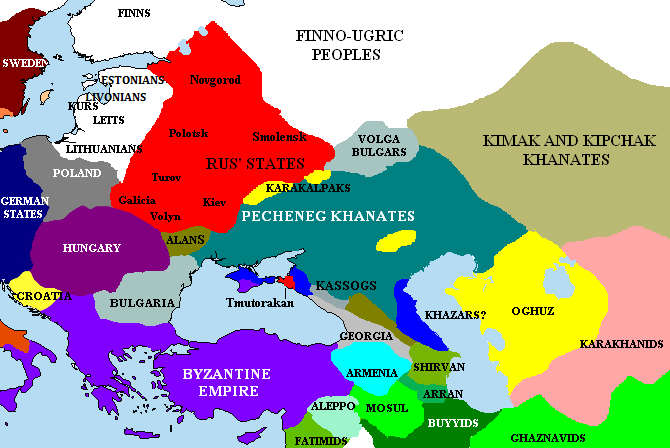
As estepes pônticas, c. 1015. As áreas em azul são aquelas possivelmente ainda sob controle dos cazares. O posicionamento da garupa do estado búlgaro em 1015 está incorreto neste mapa

Embora os russos de Quieve tivessem quebrado o poder dos Cazares na década de 960, os bizantinos não foram capazes de explorar completamente o vácuo de poder e restaurar seu domínio sobre a Crimeia e outras áreas ao redor do Mar Negro. Em 1016, exércitos bizantinos, em conjunto com Mistislau da Czernicóvia, atacaram a Crimeia, muitos dos quais estavam sob o controle do reino cazar sucessor de Jorge Tzul, com sede em Querche. Cedreno relata que Tzul foi capturado e o reino sucessor dos cazares foi destruído. Posteriormente, os bizantinos ocuparam o sul da Crimeia.

## Campanhas contra a Geórgia
A integridade do Império Bizantino foi ameaçada depois que uma rebelião em grande escala liderada por Bardas Esclero estourou em 976. Depois de vencer uma série de batalhas, os rebeldes conquistaram a Ásia Menor. Na urgência da situação, o príncipe georgiano David III de Tao ajudou o imperador; após uma vitória decisiva na Batalha de Pancaleia, foi recompensado pelo domínio vitalício dos principais territórios imperiais no leste da Ásia Menor. A rejeição de Davi a Basílio na revolta de Bardas Focas em 987, no entanto, evocou a desconfiança de Constantinopla dos governantes da Geórgia. Após o fracasso da revolta, o príncipe foi forçado a fazer do imperador o legado de seus extensos bens. Em 1001, após a morte de Davi Curopalata, Basílio herdou Tao, Bassiana e Sispiritis. Essas províncias foram então organizadas no Tema da Ibéria com a capital em Teodosiópolis. Isso forçou o sucessor Pancrácio III, da Geórgia, a reconhecer o novo rearranjo. Jorge I, filho de Pancrácio, herdou uma reivindicação de longa data da sucessão de Davi. Jorge, jovem e ambicioso, lançou uma campanha para restaurar a sucessão dos curopalatas na Geórgia e ocupou Tao em 1015-1016. Fez uma aliança com o califa fatímida do Egito, Aláqueme, forçando Basílio a abster-se de uma resposta aguda à ofensiva de Jorge. Os bizantinos também estavam envolvidos em uma guerra implacável com os búlgaros, limitando suas ações para o oeste. Assim que a Bulgária foi conquistada em 1018 e Aláqueme morreu, o imperador liderou seu exército contra a Geórgia. Os preparativos para uma campanha em larga escala contra o Reino da Geórgia foram iniciados, começando com a re-fortificação de Teodosiópolis.

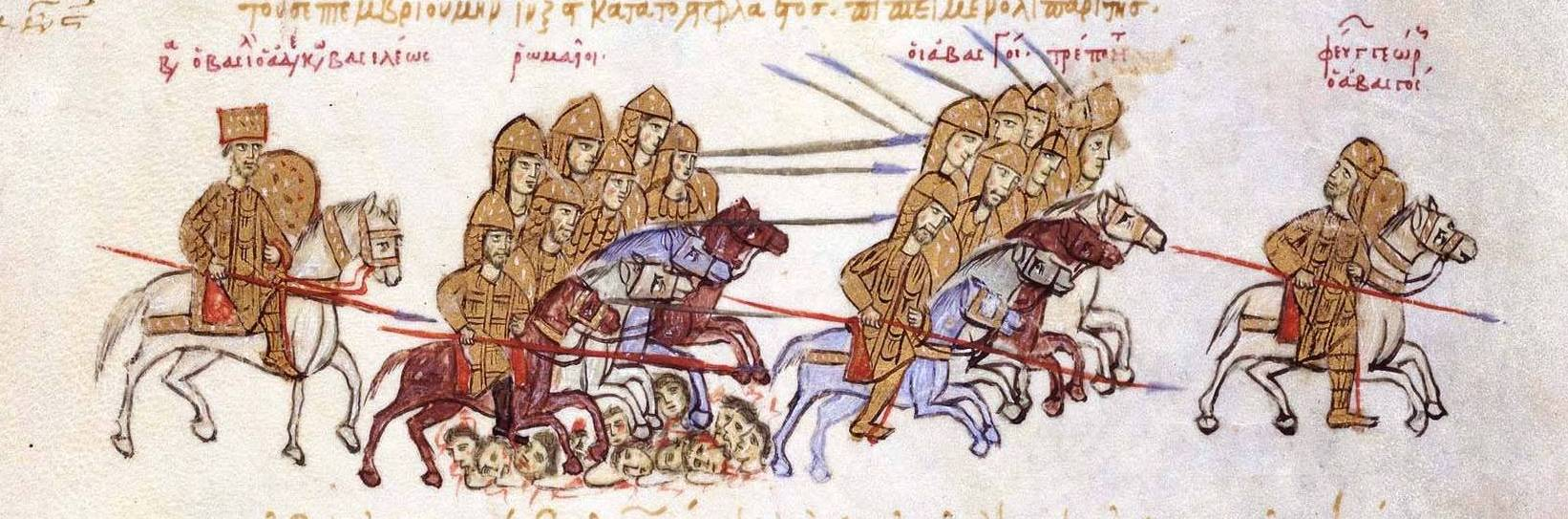
Uma miniatura representando a derrota do rei georgiano Jorge I ("Jorge Abecásio") pelo imperador bizantino Basílio. Escilitzes de Madri, fol. 195v. Jorge é mostrado fugindo a cavalo à direita e Basílio segurando um escudo e lança à esquerda

No final de 1021, Basílio, à frente de um grande exército bizantino reforçado pela guarda varegue, atacou os georgianos e seus aliados armênios, recuperando Bassiana e continuando além das fronteiras de Tao até o interior da Geórgia. O rei Jorge queimou a cidade de Oltu para impedir que caísse nas mãos do inimigo e retirou-se para Cola. Uma sangrenta batalha foi travada perto da aldeia de Xirimni, no lago Palacásio (atual Chelder), em 11 de setembro; o imperador conquistou uma vitória cara, forçando Jorge I a recuar para o norte em seu reino. Basílio saqueou o país e retirou-se para o inverno em Trebizonda.
Várias tentativas de negociação do conflito falharam. Jorge recebeu reforços dos caquécios e aliou-se aos comandantes bizantinos Nicéforo Focas Baritráquelo e Nicéforo Xífias em sua insurreição abortiva na retaguarda do imperador. Em dezembro, o aliado do georgiano, o rei armênio Senequerim de Vaspuracânia, que estava sendo assediado pelos turcos seljúcidas, entregou seu reino ao imperador. No início de 1022, o imperador lançou uma ofensiva final, derrotando os georgianos na Batalha de Esvindax. Ameaçado por terra e por mar, Jorge concordou com um tratado que entregou Tao, Bassiana, Cola, Atona e Javaquécia, e deixou seu filho Pancrácio como refém de Basílio.

## Políticas fiscais
Em 992, concluiu um tratado com o Doge de Veneza Pietro II Orseolo, nos termos de reduzir os direitos aduaneiros de Veneza em Constantinopla de 30 para 17 nomismas. Em troca, os venezianos concordaram em transportar tropas bizantinas para o sul da Itália em tempos de guerra. De acordo com uma estimativa, um fazendeiro bizantino poderia esperar um lucro de 10,2 nomismas depois de pagar taxas pela metade de sua terra de melhor qualidade. Basílio era popular entre os agricultores do país, a classe que produzia a maioria dos suprimentos e soldados de seu exército. Para garantir isso, suas leis protegeram os pequenos proprietários agrários e reduziram seus impostos. Apesar das guerras quase constantes, seu reinado foi considerado uma era de relativa prosperidade para a classe.
Buscando proteger as classes baixa e média, fez uma guerra implacável contra o sistema de imensas propriedades na Ásia Menor – que seu antecessor Romano I se esforçara para fiscalizar – executando um decreto legal em janeiro de 996 que limitava os direitos de propriedade. Se o proprietário de uma posse pudesse provar que a reivindicou antes dos Romances de Romano, poderia ficar com ela. Se uma pessoa tivesse apreendido ilegalmente uma propriedade após os Romances de Romano, teria seus direitos declarados nulos e os proprietários legais poderiam reclamá-la. Em 1002, Basílio também introduziu o imposto alelêngio como uma lei específica que obrigava os dínatos (proprietários ricos) a cobrir os atrasados dos contribuintes mais pobres. Embora tenha se mostrado impopular com as seções mais ricas da sociedade, não aboliu o imposto; Romano III aboliu-o em 1028. Em 1025, o imperador – com uma receita anual de 7 milhões de nomismas – conseguiu reunir 14,4 milhões de nomismas (ou 200 mil libras / 90 toneladas de ouro) para o tesouro imperial devido à sua administração prudente. Apesar de suas tentativas de controlar o poder da aristocracia, novamente assumiram o controle do governo após sua morte.

## Políticas militares
Basílio II foi elogiado por seu exército porque passou a maior parte de seu reinado em campanha com ele, em vez de enviar ordens de Constantinopla, como fizeram a maioria de seus antecessores. Isso permitiu que seu exército o apoiasse amplamente, muitas vezes tornando inquestionável sua posição em assuntos políticos e religiosos. Viveu a vida de um soldado a ponto de comer as mesmas rações diárias que o resto do exército. Também levou os filhos de oficiais de exército mortos sob sua proteção e ofereceu-lhes abrigo, comida e educação. Muitas dessas crianças se tornaram seus soldados e oficiais, ocupando o lugar de seus pais.
Não inovou em termos de organização militar: nos territórios conquistados, introduziu os pequenos temas ou estratégias, centrados em torno de uma cidade-fortaleza, que eram uma característica tão comum das conquistas do século X no leste sob Focas e Tzimisces, bem como os extensos comandos regionais sob um duque ou catepano (Ibéria em 1000, Vaspuracânia ou Média Atropatene em 1019/22, Parístrio em 1000/20, Bulgária em 1018 e Sirmio em 1019). O tamanho exato do exército sob Basílio é desconhecido, mas as estimativas apontam para 110 mil homens, excluindo os tagmas imperiais em Constantinopla; uma força considerável, em comparação com a força de estabelecimento nominal de cerca de 120 mil nos séculos IX e X, ou 150 a 160 mil soldados dos exércitos de campo sob Justiniano. Ao mesmo tempo, no entanto, sob Basílio, a prática começou a contar com estados aliados – principalmente Veneza – para o poder naval, iniciando o lento declínio da marinha bizantina durante o século XI.

## Anos posteriores

Mapa do império após as conquistas de Basílio II

Mais tarde, Basílio II garantiu a anexação dos sub-reinos da Armênia e a promessa de que sua capital e regiões vizinhas seriam desejadas a Bizâncio após a morte do rei João-Simbácio. Em 1021, também garantiu a cessão do Reino de Vaspuracânia por seu rei Senequerim-João, em troca de propriedades em Sebasteia. O imperador criou uma fronteira fortemente fortificada naquelas terras altas. Outras forças bizantinas restauraram grande parte do sul da Itália, perdida nos 150 anos anteriores.
Basílio preparava uma expedição militar para recuperar a ilha da Sicília quando morreu em 15 de dezembro de 1025, tendo tido o reinado mais longo entre os imperadores bizantinos. Na época de sua morte, o Império se estendia do sul da Itália ao Cáucaso e do Danúbio ao Levante, o que representava sua maior extensão territorial desde a conquista muçulmana quatro séculos antes. Basílio seria enterrado no último sarcófago disponível na rotunda de Constantino, na Igreja dos Santos Apóstolos, mas depois pediu que seu irmão e sucessor Constantino VIII o enterrasse na Igreja de São João, o Teólogo (ou seja, o evangelista), no complexo do Palácio de Hebdomo, fora das muralhas de Constantinopla. O epitáfio no túmulo de Basílio celebrou suas campanhas e vitórias. Seu local de descanso final trazia a seguinte inscrição: "Desde o dia em que o rei do céu me chamou para me tornar o imperador, o grande senhor do mundo, ninguém viu minha lança ociosa. Fiquei alerta durante toda a minha vida e protegi os filhos da Nova Roma, fazendo valentemente campanhas no Ocidente e nos postos avançados do Oriente ... Ó, homem, vendo agora minha tumba aqui, me recompense pelas minhas campanhas com suas orações." Durante a pilhagem de 1204, o túmulo de Basílio foi profanado pelos cruzados invasores da Quarta Cruzada.

## Avaliação
Uma avaliação do reinado aos olhos das gerações subsequentes é feita por Pselo:

Ele esmagou rebeliões, subjugou os proprietários feudais, conquistou os inimigos do Império, notadamente nas províncias do Danúbio e no Oriente. Em todo lugar o poder das armas romanas era respeitado e temido. O tesouro estava transbordando com a pilhagem acumulada das campanhas de Basílio. Até a lâmpada do saber, apesar da indiferença conhecida do imperador, ainda estava acesa, ainda que um tanto obscura. O povo comum em Constantinopla deve ter sido aprazível o suficiente. Para a maioria deles, a vida era alegre e colorida, e caso as fortificações defensivas da cidade estavam em mau estado, eles não tinham motivos para temer ataques.

## Legado
O reinado de Basílio II é um dos mais significativos da história bizantina. Suas constantes campanhas militares levaram ao auge do poder bizantino na Idade Média. A restauração da fronteira danubiana ajudou a estabelecer uma divisa mais estável e segura para o império na Europa, mantendo uma fronteira mais forte contra os invasores húngaros e pechenegues. A conquista da Bulgária e a submissão dos eslavos do sul criaram relativa paz para a divisa balcânica do império, mantendo as cidades maiores – incluindo Constantinopla – a salvo dos cercos e saques anteriormente frequentes. A experiência militar de Basílio que permitiu que acabasse com a guerra contra a Bulgária a favor do Império Bizantino foi adquirida através das revoltas de Focas e Esclero na Anatólia, que desafiavam seu trono e às vezes chegavam perto de o depor. A criação da guarda varegue deu a ele e seus sucessores uma força mercenária de elite capaz de alterar os resultados das batalhas e aumentar o moral que se tornou temido pelos inimigos do imperador.
Nessa época, o Renascimento macedônico estava entrando em vigor, vendo a ascensão da erudição clássica sendo assimilada à arte cristã e ao estudo da filosofia antiga. Os estudos desses assuntos e os projetos de ampliação dos imperadores expandiram muito a biblioteca da Universidade de Constantinopla, que novamente se estabeleceu como a principal fonte de aprendizado para os dias atuais. Embora não fosse um homem de literatura, Basílio era um governante relativamente piedoso que se envolveu na construção de igrejas, mosteiros e, em certa medida, cidades.
Basílio II não tinha herdeiros devido à "escassez de primas encontradas dentro da (dinastia macedônica)", então ele foi sucedido por seu irmão Constantino e sua família, que provaram ser governantes ineficazes. Não obstante, cinquenta anos de prosperidade e crescimento intelectual se seguiram pois os fundos do Estado estavam cheios, as fronteiras estavam a salvo de intrusos e o Império continuava sendo a entidade política mais poderosa da época. No final de seu reinado, o Império Bizantino tinha uma população de aproximadamente 12 milhões de pessoas.
Embora fossem benéficas, as realizações de Basílio foram revertidas muito rapidamente. Muitas das campanhas da Geórgia, Armênia e Fatímida foram desfeitas após a crise de sucessão e eventual guerra civil após a Batalha de Manzicerta, em 1071. Como muitos dos governadores do império foram à capital com seus soldados para tomar o poder após a captura do imperador Romano IV, a fronteira da Anatólia ficou em grande parte indefesa contra o Império Seljúcida. Os normandos expulsaram permanentemente os bizantinos do sul da Itália em abril de 1071.

### Visões e representações modernas na literatura

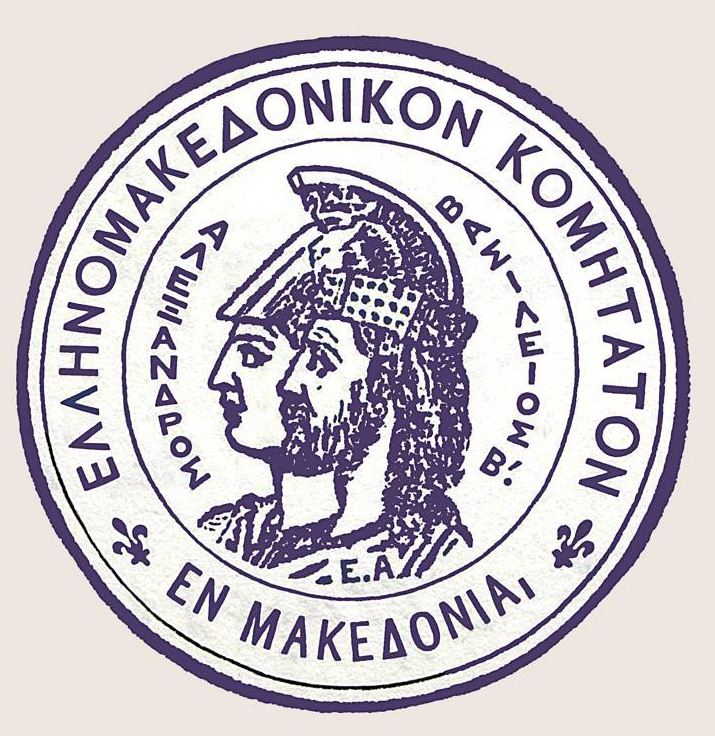
Selo do Comitê Grego-Macedônio durante a luta grega pela Macedônia, representando Basílio II (frente) e Alexandre, o Grande

O comentarista búlgaro Alexander Kiossev escreveu em Entendendo os Bálcãs: "O herói de uma nação pode ser o vilão de sua vizinha ... O imperador bizantino Basílio, o assassino de búlgaros [sic], uma figura crucial do panteão grego, não é menos importante como sujeito de ódio à nossa mitologia nacional." Durante o século XX na Grécia, o interesse em Basílio II levou a uma série de biografias e romances históricos sobre ele. Um deles é Basil Bulgaroktonus (1964), do escritor de ficção histórica Kostas Kyriazis. Escrito como uma continuação de seu trabalho anterior Theophano (1963), que concentra-se na mãe do imperador, examina sua vida através de três narradores ficcionais e é reimpresso continuamente desde 1964. O romance de ficção histórica de Rosemary Sutcliff Blood Feud, de 1976, mostra o imperador do ponto de vista de um membro de sua recentemente criada guarda varegue.
O segundo romance de Penélope Delta, Ton Kairo tou Voulgaroktonou (Nos Anos do Assassino de Búlgaros), também se passa durante o reinado de Basílio II. Foi inspirado pela correspondência com o historiador Gustave Schlumberger, um renomado especialista no Império Bizantino, e publicado nos primeiros anos do século XX, época em que a Luta pela Macedônia novamente colocou gregos e búlgaros em inimizade amarga. Ion Dragoumis, que era amante de Delta e estava profundamente envolvido nessa luta, publicou em 1907 o livro Martyron kai Iroon Aima (Sangue de Mártires e Heróis), que se ressente com qualquer coisa remotamente búlgara. Ele pede aos gregos que sigam o exemplo do imperador bizantino: "Em vez de cegar tantas pessoas, Basílio deveria matá-las. Por um lado, essas pessoas não sofreriam como sobreviventes sem olhos; por outro, o grande número de búlgaros teria diminuído em 15 mil, o que é algo muito útil." Mais tarde neste livro, Dragoumis prevê o aparecimento de "novas Basílios" que "atravessariam o país inteiro e procurariam búlgaros nas montanhas, cavernas, aldeias e florestas e os farão fugir em refúgio ou matá-los."